# Трансмісійний рак
Трансмісійний або паразитичний рак — тип раку, здатний передаватися від одної зараженої тварини до іншої через передачу ракових клітин або їх кластерів. Зазвичай такий рак діагностується рідко як у тварин, так і у людини.

## Класифікація та особливості
Трансмісійний рак має стабільні геноми, що зберігаються при передачі. Спочатку у випадку всіх цих захворювань вважалося, що вони були викликані вірусами — найзвичайнішими інфекційними агентами, здатними викликати рак. Відомими прикладами трансмісійного раку є такі:
- Інфекційна венерична пухлина собак (англ. Canine transmissible venereal tumor, CTVT), що вражає собак та передається статевим шляхом. Це перший відомий приклад трансмісійного раку, відкритий в 1876 році М. А. Новинським[2].
- Трансмісійний рак одної з ліній лабораторних хом'яків[3].
- Хвороба пухлин морди диявола (англ. Devil facial tumor disease, DFTD), що вражає тасманійського диявола та ймовірно передається через укуси[4].

Відомий також один випадок передачі раку до людини. Так, одного разу фіброзна гістіоцитома була передана від пацієнта до хірурга, що проводив операцію на ньому та поранив при цьому руку.